# BSC München (Wintersportverein)
Der Bayerische Skeleton-Club München ist ein Wintersportverein aus München. Die einzige Sportart, die im Verein betrieben wird, ist Skeleton.
Der Verein wurde 1969 durch Max Probst begründet. Zwei Jahre später wurde er ins Vereinsregister eingetragen. Zu den Gründungsmitgliedern gehörten neben Probst auch Senator Hans Riedmaier, der erfolgreiche Pilot Heinrich Platzer und der frühere Bundestrainer Johann Luxenburger. Derzeit hat der Verein etwa 50 Mitglieder, von denen etwa die Hälfte aktive Sportler sind. Damit ist der Verein einer der größten Skeletonklubs weltweit. Seit 1969 veranstaltete der Verein jährliche nationale und internationale Rennen. Der BSC München ist eine der Institutionen, die den Bobbahn-Skeletonsport in Deutschland zu größerer Popularität geführt hat. 
Bekannte ehemalige Athleten, die für den BSC München aktiv waren, sind Anton Buchberger, Frank Fijakowski, Heinz Gessler, Franz Kleber, Peter Meyer und Frank Kleber, zu den bekannten aktuellen Aktiven gehört Michaela Glässer.